# Belebéi
Belebéi (del ruso: Белебе́й) es una localidad de la República de Baskortostán, Rusia. Sus coordenadas son 54°7′0″N 54°7′0″E / 54.11667, 54.11667. La población en el censo ruso de 2002 era de 60 928 habitantes.

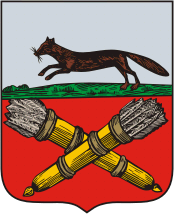
Escudo de armas de Belebey en 1782